# Tout-nucléaire
L'expression « tout-nucléaire » décrit la politique énergétique menée par la France à partir de mars 1974 connue sous le nom de « Plan Messmer » et qui consiste à faire de l'énergie nucléaire le principal moyen de production d'électricité dans le pays. 

## Histoire
À la suite du premier choc pétrolier la France a décidé de massivement substituer la production d'électricité nucléaire à celle des centrales thermiques classiques.
Le plan du Premier ministre Pierre Messmer prévoyait la construction de treize réacteurs de 900 mégawatts (MW) en deux ans. Le 1er février 1975, sous la présidence de Valéry Giscard d’Estaing, le gouvernement lance pour les deux ans à venir un programme de même ampleur.
Des tranches de 1 300 MW sont construites à partir de 1976 et l’effort se poursuit jusqu’à la fin du siècle, date à laquelle les trois quarts de l’énergie électrique produite en France est d’origine atomique. C'est en tout 58 réacteurs qui seront en service répartis dans 19 centrales.
Par ailleurs, la France a cherché a remplacer le chauffage au fioul par le chauffage électrique : 10% des logements se chauffaient à l'électricité en 1970 contre 45% en 1980.
Essentiellement grâce à sa filière nucléaire, la France produit plus d'électricité qu'elle n'en consomme et exporte ainsi 10% de sa production d'électricité vers ses voisins européens contribuant ainsi aux objectifs de réduction des émissions de CO2 et à l’équilibre du système électrique européen. En 2018, elle a été exportatrice nette d’électricité sur toutes ses frontières, contribuant pour environ 2 milliards d’euros à la balance commerciale.
En 2017, 379,1 TWh d'électricité d'origine nucléaire ont été produits en France. Cependant, la faible disponibilité des centrales françaises en 2022 a rabaissé cette production à 279 TWh, équivalant au niveau de production de 1988. En 2023, la production nucléaire est remontée à 320,4 TWh, pour une production totale de 494,3 TWh, soit 65 % du total.

## Sources et références
1. 1 2 3  « La politique du nucléaire civil : chronologie », sur Vie publique.fr (consulté le 1er avril 2022).
2. ↑  « 1974 : le plan Messmer choisit l'option du tout-nucléaire », sur Alternatives Economiques (consulté le 1er avril 2022).
3. ↑  « Très coûteux, polluant et inefficace : l'absurdité française du chauffage électrique », sur Basta! (consulté le 2 avril 2022).
4. ↑  « Une filière exportatrice », sur Sfen (consulté le 4 avril 2022).
5. ↑  « La disponibilité du parc nucléaire a été historiquement basse tout au long de l’année conduisant au niveau de production le plus faible depuis 1988 », sur RTE (consulté le 16 mars 2023).
6. ↑  « Bilan électrique France 2023 - Un nouvel équilibre pour le système électrique », sur RTE, 7 février 2024 (consulté le 15 février 2024).